# Hyaloscypha fuckelii
Hyaloscypha fuckelii är en svampart. Hyaloscypha fuckelii ingår i släktet Hyaloscypha och familjen Hyaloscyphaceae.  Arten är reproducerande i Sverige.

## Underarter
Arten delas in i följande underarter:
- alniseda
- fuckelii